# 福住中定城
福住中定城（ふくすみなかさだじょう）は、奈良県天理市福住町にあった日本の城（平山城、丘城）。

## 概要
福住中定城は戦国時代、筒井氏に従った福住氏の城郭があった。筒井順慶と松永久秀との抗争時、順慶はこの福住に拠っている。現在の福住中定城は山林となっており、一部後世の改変部分もあるが、遺構の現存状況は良好に残っている。天理市福住町には福住城が2つあり、福住井之市城が福住城の新城、福住中定城が古城と思われている。

## 沿革
福住城の名は永享6年（1434年）に筒井城と並んで出てくるのが史料の初見となる(『興福寺賢聖院経巻奥書』)。応仁の乱では、福住氏と筒井氏の軍勢が福住城に駐屯した。文明7年（1475年）には福住館、文明13年（1481年）には福住城と記されている(『大乗院寺社雑事記』)。館から城郭へ変わったのではないかと推察されている。
福住氏は同地域に古くから栄えていた豪族で、福住の郡司として氷室社の祭祀権を握り郷中に号令してきたと言われる。筒井順永の兄大東が福住氏を継いでからは、筒井一族として栄えていた。
文明13年10月13日の条に越智氏、古市氏が「山内新城これを作る」(『大乗院日記目録』)とあり、越智氏、古市氏に降伏した山内衆が新城普請のため動員され迷惑したとある。この山内新城というのが福住井之市城の事であり、2年後の文明15年（1483年）8月7日、古市氏と福住氏は福住城で戦闘状態になるが、この時の福住城とは福住井之市城であると思われている。福住氏は福住井之市城を奪い取り、本城を福住井之市城に移したようである。

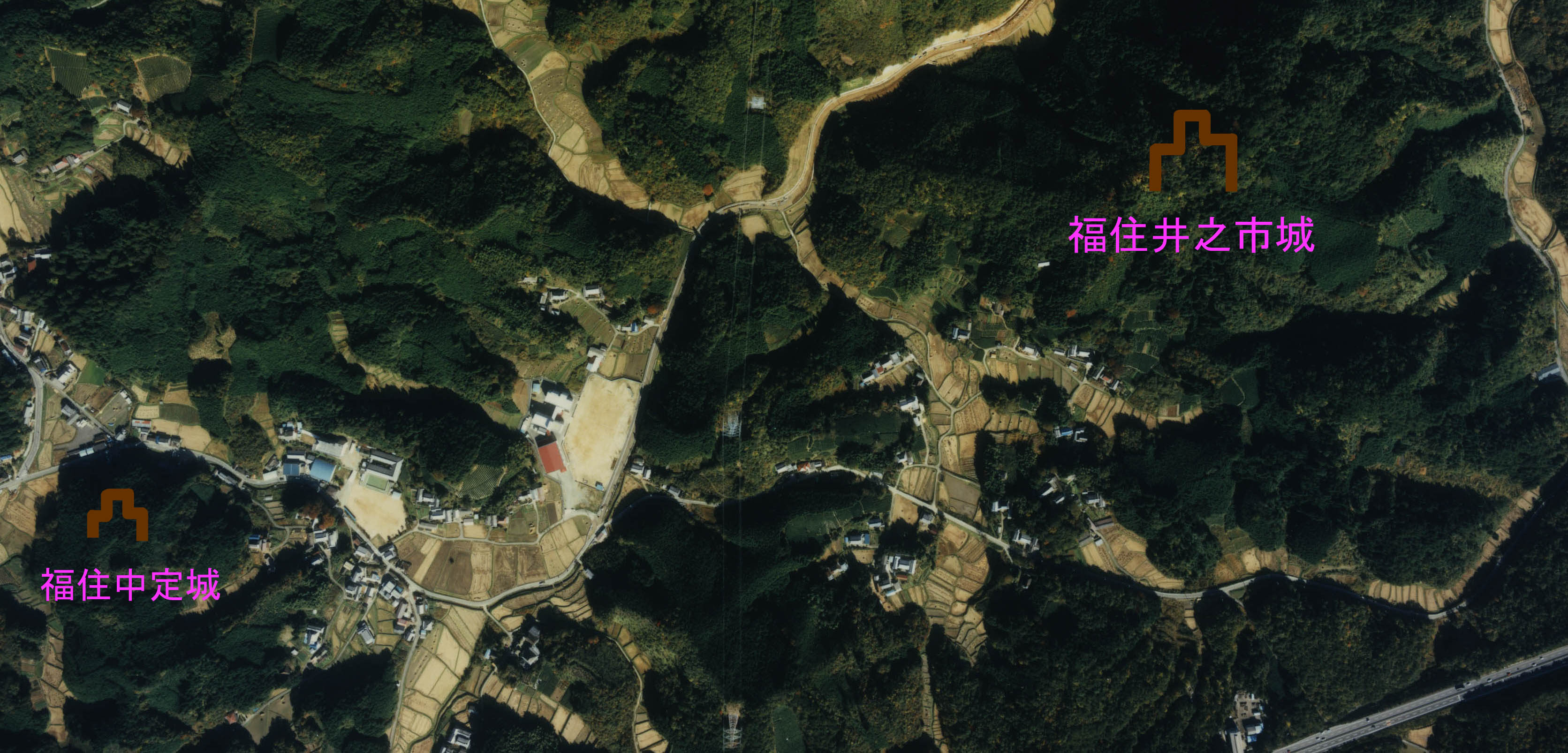
福住中定城、福住井之市城と周辺地域の空中写真/

永禄12年（1569年）、筒井順慶が松永久秀に筒井城を落とされ、福住城に逃走して滞在中に松永軍が元亀元年（1570年）6月9日に福住城を攻撃した。この時の福住城も福住井之市城が主戦場となっていたが、福住中定城は、「小規模ながら、一貫してまとまった縄張りの城郭であると評価出来る。戦国末期の発達した縄張りを表しており、その築城・改修には筒井氏が関与していた可能性が考えられる」とし、福住中定城は現在の縄張りの形状から時代が新しく、福住井之市城が本城となってからも福住中定城も機能していたと指摘されている。廃城に関しては不明だが、福住井之市城と同時期の可能性も指摘されている。

## 城郭

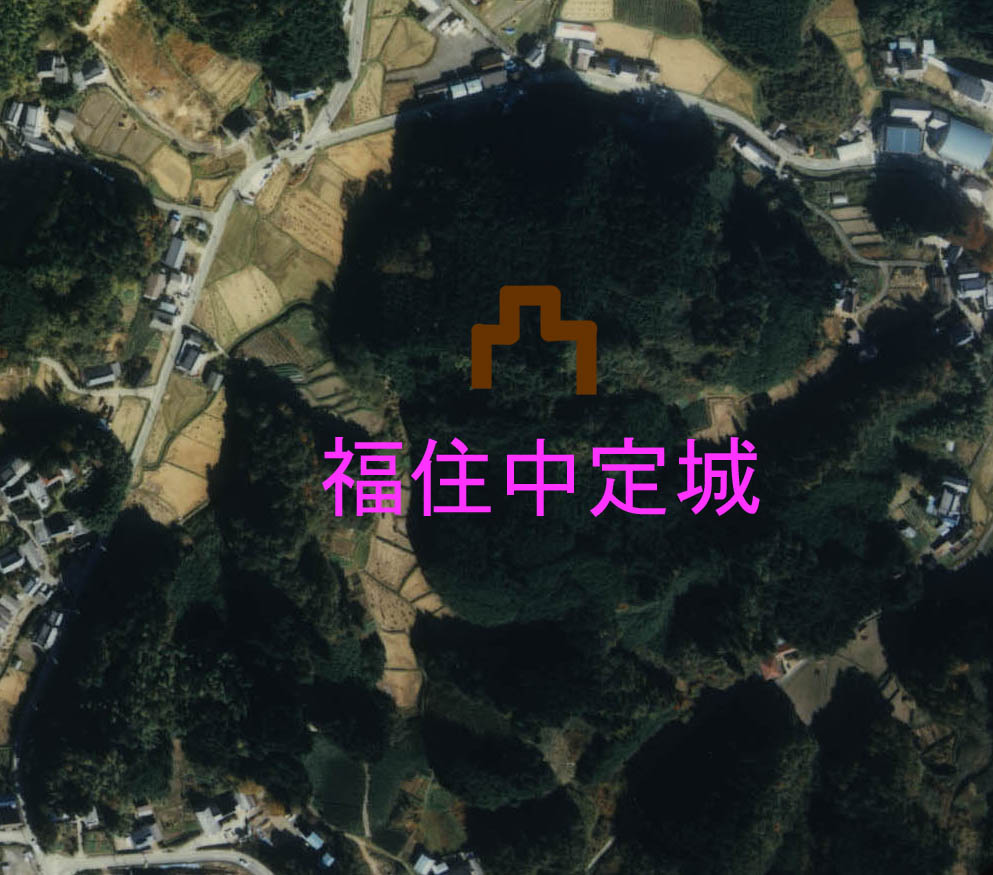
福住中定城周辺地域の空中写真/

福住中定城は、主郭と主郭から南東部に付属する2つの曲輪が基本構造となっている。自然の地形を最大限利用して防御性を高めるならば、福住中定城付近に適当な場所は沢山存在している。それでもリスクを背負いながら、当地を選地したのは、防御性以外の理由が高かったものと推察されている。
主郭の北側には高さ3m、幅約7mの土塁をめぐらしている。この土塁の西側先端部分に北側へ約3mの張り出しがある。この張り出しは「折」と呼ばれ、北側から攻め登ってくる敵軍に対して櫓を建て横矢を意識したものと考えられている。「折」は室町時代ではなく、戦国時代以後の遺構と考えられている。この張り出しの下部は堀切となっており、この堀切の西側は、張り出し構造と合せて屈折している。東側はそのまま竪堀となっており、現在は埋没しているが、当時は主郭東側の防備を固めるために横堀があったようで、現在も断片的にその痕跡が窺える。
主郭部分の北側半分は平坦地で、方形館の様相となっており福住中定城の中枢部であった。主郭の虎口は南西方向にあり、その内部側が武者溜となり方形館より一段高くなっている。主郭の南西部にも張り出しがあるが、こちらは削平が不十分となっている。主郭虎口の前面には城門があり土塁が狭まった部分で、そこから城外に出ると道は左右にわかれる。主郭と南東部に付属する曲輪は、現在道がつけられているが、これは破壊道で当時は道が無く、堀底道を隔てて木橋などで連結されていた。南東部の付属曲輪は、主郭の虎口の前面にあり、かつ大手、搦め手を監視する位置にある。主郭を防御する前衛的な曲輪と考えられている。
このような城郭の特徴から、丘頂を削平し、方形館を中心としたが周囲が十分でない応仁の乱期の城郭と、後に周辺を空堀で囲み、曲輪緑辺の土塁をつけた戦国期の普請と、二段階から成り立っている。また福住井之市城も、応仁の乱期と戦国期の二段階の改修が認められている。
|  |  |  |

|  |  |  |

## 城跡へのアクセス
- 電車でのアクセス
  - JR西日本 桜井線 天理駅
  - 近畿日本鉄道 天理線 天理駅

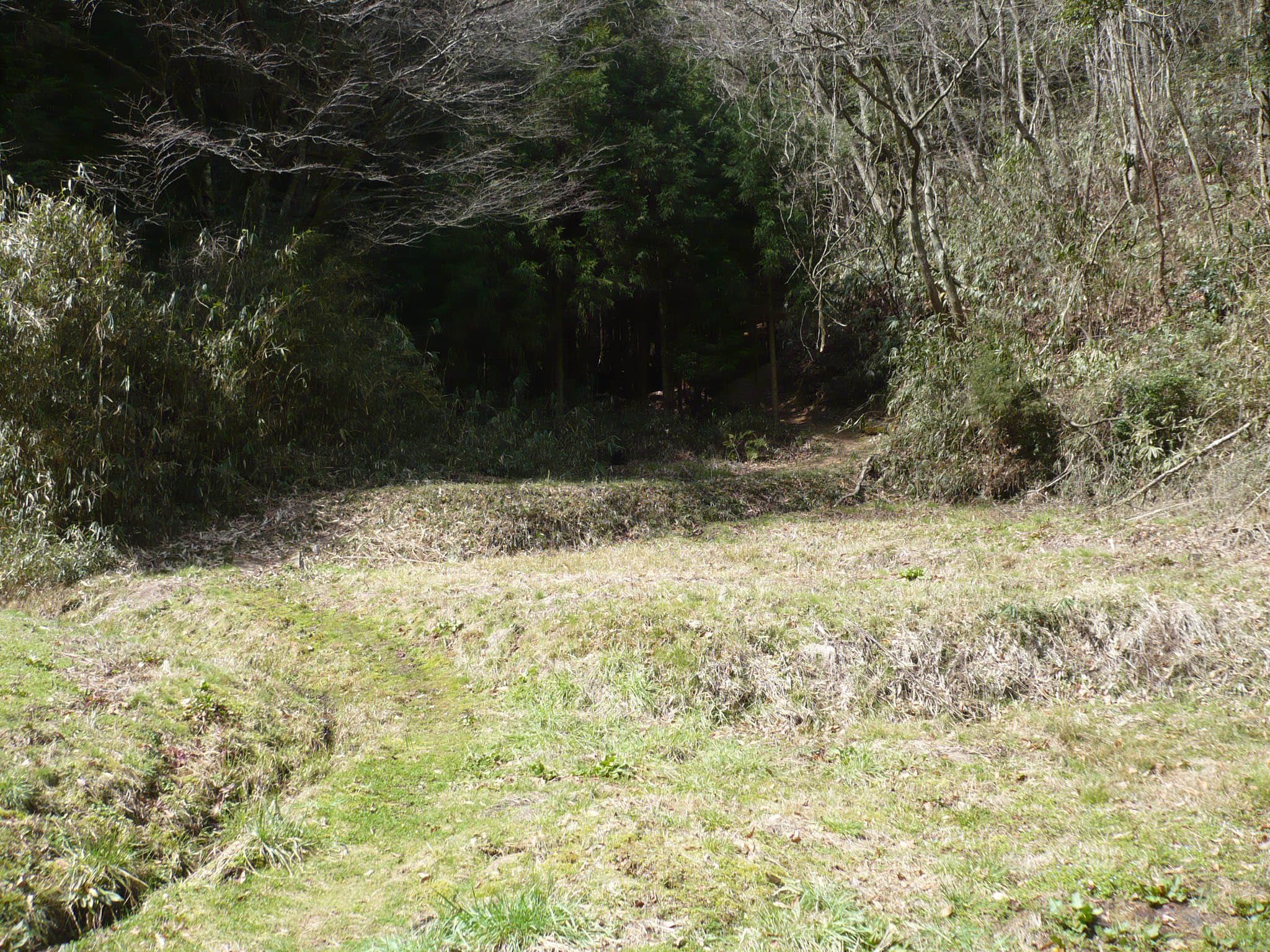
福住中定城への登城口

    - 奈良交通 21系統 福住下車 → 徒歩約10分
- 車でのアクセス
  - 名阪国道 福住IC 国道25号
    - 五大明王社に参拝用駐車場有り